# Gregor von Utrecht
Gregor von Utrecht, auch Gregor von Pfalzel, (* um 707/708 in Trier; † 25. August 775 oder 776 in Utrecht) war Missionar und Abt. Das ihm teilweise zugeschriebene Amt eines Bischofs von Utrecht hat er offiziell nicht innegehabt, obwohl er das Bistum verwaltet hat. Er wird als Heiliger verehrt.

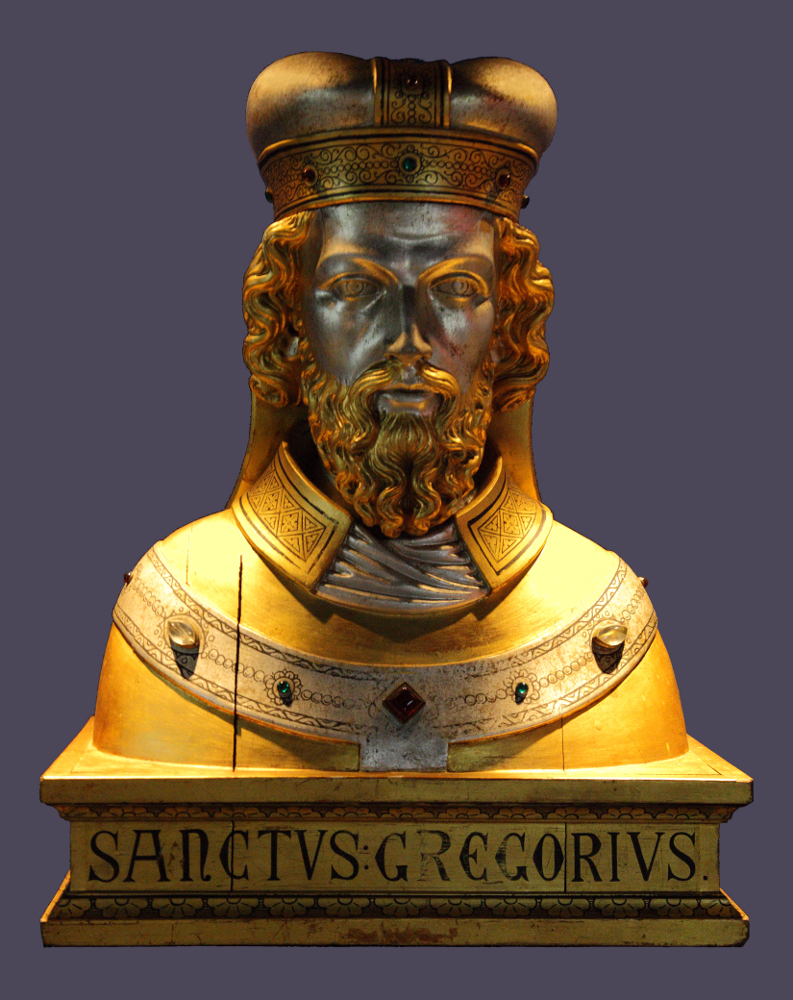
Reliquienbüste Gregor von Utrecht

## Leben
Gregor stammte aus der vornehmen fränkischen Familie der Hugobertiner und wurde an der Hofschule erzogen. Er war ein Enkel der Adela, der Gründerin einer Frauenkommunität in Trier-Pfalzel. Im Jahr 721 schloss er sich dort als Jugendlicher Bonifatius an. Mit diesem ging er auf Missionsreisen nach Thüringen und Hessen. Er folgte ihm auch 737/38 nach Rom. Bonifatius sah in ihm um 742 seinen Nachfolger als Organisator der Kirche im Fränkischen Reich. Wahrscheinlich wegen Differenzen mit den Karolingern kam es nicht dazu. Sein Bruder soll in ein Verbrechen gegen die Karolinger verwickelt gewesen sein.
Im Jahr 747 wurde er Abt des St. Martin-Klosters in Utrecht. Seit 754 nach dem Tod des Bonifatius war er Leiter der Mission unter den Friesen. Obwohl er als Bischof von Utrecht gilt, hatte er dieses Amt tatsächlich nominell nicht inne. Offiziell hatte dieses Amt einer seiner Gehilfen inne, ein Angelsachse mit Namen Alubert, obwohl die eigentliche Leitung bei Gregor lag. In Utrecht begründete und leitete er die Domschule. Einer seiner Schüler war der spätere Bischof von Münster Liudger. Dieser widmete Gregor ein Erinnerungsbuch mit dem Titel Liudgeri vita Gregorii abbatis Traiectensis.

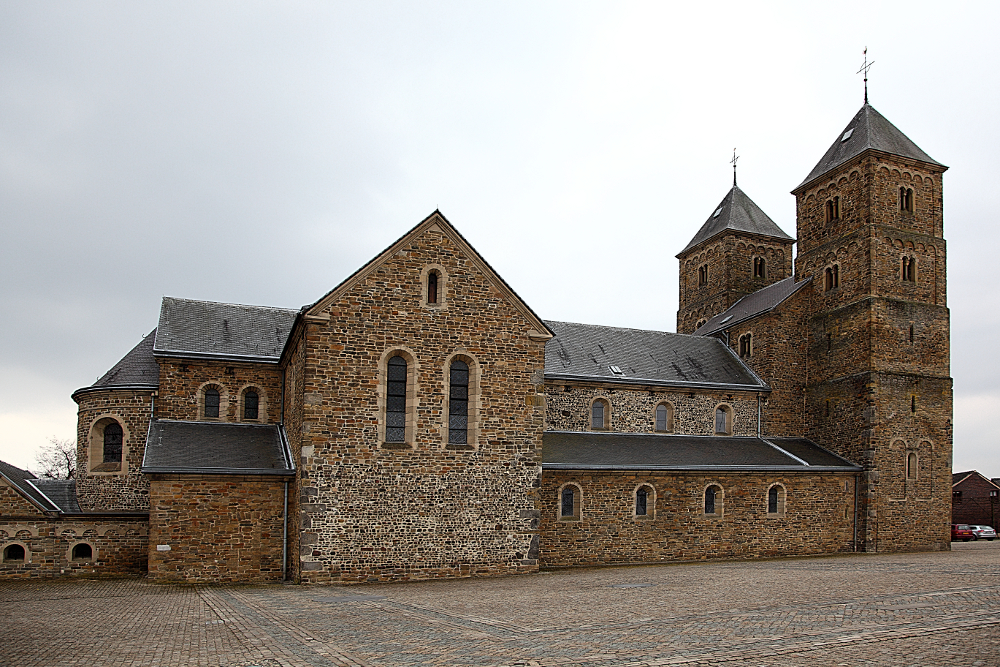
St. Amelberga-Kirche in Susteren

Begraben wurde Gregor in der Abtei Susteren in der Nähe von Maastricht. Die Reliquie seines Hauptes befindet sich seit 1997 in einer unterirdischen Schatzkammer in unmittelbarer Nähe der Kirche St. Amelberga (Basilica minor) in Susteren. Als Reliquienhalter dient eine Büste von 1885, die innen hohl ist. Im Hohlraum wird sein Schädel aufbewahrt. Zusätzlich befinden sich noch Knochenreliquien von ihm in der Außenkrypta der Kirche.
Sein allgemeiner katholischer und auch evangelischer Gedenktag ist der 25. August. Im Bistum Trier wird seiner am 26. August und im Bistum Utrecht am 8. November gedacht. Die Kaufmannskirche in Erfurt ist ihm geweiht. In Trier-Pfalzel ist die örtliche Grundschule nach ihm benannt.